# Haplotrichum rubiginosum
Haplotrichum rubiginosum är en svampart som först beskrevs av Elias Fries, och fick sitt nu gällande namn av Hol.-Jech. 1976. Haplotrichum rubiginosum ingår i släktet Haplotrichum och familjen Botryobasidiaceae.   Inga underarter finns listade i Catalogue of Life.